# Lazuri (gmina)
Lazuri – gmina w Rumunii, w okręgu Satu Mare. Obejmuje miejscowości Bercu, Lazuri, Nisipeni, Noroieni, Peleș i Pelișor. W 2011 roku liczyła 5562 mieszkańców.